# 마스웨우
막스웨우 셰헤르 카벨리누 안드라지(포르투갈어: Maxwell Scherrer Cabelino Andrade, 1981년 8월 27일 ~ )는 흔히 막스웨우(Maxwell)로 알려진 브라질의 은퇴한 축구 선수로 주 포지션은 레프트 백이나, 아약스, 인테르나치오날레, 바르셀로나 시절에는 좌측 윙어로도 기용되었다.

## 클럽 경력

### 초기 경력
카슈에이루 지 이타페미림 이스피리투 산투 출신으로, 마스웨우는 크루제이루에서 축구를 시작하였다. 2001년 6월, 그는 아약스와 5년 계약을 체결하였다. 2003-04 시즌, 마스웨우는 국제경기로 인해 결장한 3경기를 제외하고 모두 출전하며 에레디비시를 우승하여 아약스에서의 최고의 시즌을 보냈고, 네덜란드 올해의 축구 선수로도 선정되었다. 그는 2005년 4월에 중상을 당한 후 더 이상 아약스 소속으로 출전하지 못하였다.

### 인테르나치오날레
그의 아약스 계약기간은 단축되어 2006년 1월 2일에 만료되었고, 인테르나치오날레에 자유 계약으로 합류하였다. 그러나 비-EU 선수의 계약이 1년에 한명씩으로 제한되어 있음에 따라, 그는 시즌 종료때까지 줄리우 세자르가 키에보와 우선 계약을 맺고 이적한 것처럼 엠폴리와 계약하고, 시즌 종료 후 공식적으로 인테르나치오날레에 이적했으나, 줄리우 세자르와 다르게 단 한경기도 뛰지 않았다.
2006년 7월, 인테르나치오날레는 마스웨우가 국내 이적으로 인테르나치오날레와 4년 계약을 체결하였음을 공식적으로 발표하였다.
마스웨우는 파르마와의 주세페 메아차 홈경기에서 단독 질주 후 천둥이 치는 것처럼 골을 득점하였는데, 이 골은 인테르나치오날레 전용 채널 시청자로부터 올해의 천둥같은 골로 선정되었고, 이처럼 세리에 A에서의 첫 시즌에 인상적인 활약을 벌였다.
2007-08 시즌에 레프트 백에서 활약하던 그는 크리스티안 키부와 함께 필드 앞쪽으로 이동하였고, 그의 레프트 백 역할을 좌측 미드필더 / 윙어 역할로 변경하였다. 이에 대해 마스웰이 새 역할인 윙어 역할에 잘 적응하고 장점인 스피드를 극대화시키며 더욱 효율적으로 변모하였다. 그 시즌에 그는 인테르와 2년 연속 스쿠데토를 차지하였다. 2008-09 시즌, 그는 6주동안 결장이 불가피한 중상을 당하였다. 그러나, 이어지는 경기에 현장에 복귀하였고, 그는 항상 선발 라인업에 포함되어 부상 이전의 기량을 다시 보였다. 그는 12월 14일, 키에보전에서 데얀 스탄코비치의 어시스트를 받아 그의 인테르나치오날레 2호골을 득점하였고, 팀은 4-2로 이겼다.

### 바르셀로나
2009년 7월 15일, 바르셀로나와 인테르나치오날레가 협상에 성공하면서, 마스웨우가 €4.5M의 이적료와 €500,000의 인센티브에 카탈루냐 연고의 클럽에 합류할 것으로 발표되었다. 이틀 후, 마스웨우는 5년 계약을 체결하며 새로운 바르사 (Barça)의 선수로 소개되었다. 마스웨우는 수페르코파 데 에스파냐 2009 2차전에 새 클럽의 신고식을 치르었고, 90분 풀타임을 뛰었다. 그는 두번째 시즌에 에리크 아비달이 질병으로 장기간 결장하면서 큰 역할을 맡아 바르셀로나가 리그 우승을 거둘 수 있도록 하였다.
마스웨우는 2010-11 시즌의 첫 공식 경기인 수페르코파 데 에스파냐 2010에서 전방의 좌측 윙어로 선발 출전하였다. 그는 즐라탄 이브라히모비치의 선제골을 어시스트하였다.

### 파리 생제르맹
2012년 1월 12일, 마스웨우는 메디컬 테스트 통과 후, 파리 생제르맹과 3년 계약을 체결하였다. PSG는 마스웨우를 영입하기 위해 €3.5M을 지불하였다. 2013-14 시즌, 그는 몽펠리에로 떠난 시아카 티에네를 대신하여 주전 레프트 백으로 기용되었다. 2014년 2월 28일, 마스웨우는 계약을 2015년 6월까지 연장하였다.

## 여권 논란
마스웨우는 바르셀로나 이적 당시 비-EU 선수 (브라질) 신분으로 이적하였으나, 2006년부터 2009년까지 활약했던 인테르나치오날레 이적 당시 마스웰이 유럽 국가의 여권을 제출하지 않고 EU-선수로 등록했다는 보고가 있었다. UEFA는 이 건에 대하여 2010년 8월에 조사를 착수하였으나, 인테르나치오날레가 그를 엠폴리로부터 비-EU 선수로 이적시켜 국내 이적 처리시켰으며, 이탈리아 축구 협회 (FIGC) 규정을 위반하지 않았다. FIGC 규정에 따르면 이탈리아 축구 클럽들은 외국의 비-EU를 1명 (2011-12 시즌을 기점으로 2명) 만 영입할 수 있으며, 클럽이 비-EU 선수를 해외로 방출하거나, 그 비-EU 선수가 EU 국적을 가질 경우 한 시즌당 한번씩 영입할 수 있었다.
2010년 8월 25일, 인테르나치오날레는 마스웨우는 클럽에 있을 당시 항상 비-EU 선수였다고 강조하였다.

## 국가대표팀 경력
마스웨우는 브라질 U-23 국가대표 일원으로 2004년 1월에 열린 2004년 CONMEBOL 남자 프리올림픽 대회에 출전하였다. 2004년 10월, 그는 2006년 FIFA 월드컵 예선전을 앞두고 처음으로 성인 국가대표팀에 차출되었으나, 한 번도 출장하지 못하였다.
그는 2013년 8월 14일, 31세의 나이에 스위스와의 친선경기 교체 출전하며, 성인 국가대표팀 첫출전을 하였다.

## 사생활
그는 즐라탄 이브라히모비치와 돈독한 우정을 나누는 것으로 알려져 있으며, 둘은 아약스, 인테르나치오날레, 바르셀로나, 그리고 파리 생제르맹에서 한솥밥을 먹었다. 이브라히모비치의 자서전 나는 즐라탄 (I am Zlatan)에는 그와 관련된 일화들이 몇 개 있다.
같은 브라질 출신이자 파리 생제르맹 동료 다비드 루이즈하고도 절친하여, 루이즈는 그의 집 수영장에서 카톨릭 세례를 받고 혼전순결서약을 하였다.

## 통계
2017년 2월 19일 기준
| 클럽             | 시즌      | 리그 | 리그 | 컵   | 컵 | 유럽 | 유럽 | 합계 | 합계 |
| 클럽             | 시즌      | 출장 | 골   | 출장 | 골 | 출장 | 골   | 출장 | 골   |
| ---------------- | --------- | ---- | ---- | ---- | -- | ---- | ---- | ---- | ---- |
| 아약스           |           |      |      |      |    |      |      |      |      |
| 2001–02          | 24        | 0    | 2    | 0    | 2  | 0    | 28   | 0    |      |
| 2002–03          | 30        | 4    | 1    | 0    | 10 | 0    | 41   | 4    |      |
| 2003–04          | 31        | 2    | 2    | 0    | 7  | 0    | 40   | 2    |      |
| 2004–05          | 29        | 3    | 4    | 0    | 5  | 0    | 38   | 3    |      |
| 2005–06          | 0         | 0    | 0    | 0    | 0  | 0    | 0    | 0    |      |
| 합계             | 114       | 9    | 9    | 0    | 24 | 0    | 147  | 9    |      |
| 인테르나치오날레 |           |      |      |      |    |      |      |      |      |
| 2006–07          | 22        | 1    | 0    | 0    | 2  | 0    | 24   | 1    |      |
| 2007–08          | 32        | 0    | 0    | 0    | 7  | 0    | 39   | 0    |      |
| 2008–09          | 25        | 1    | 0    | 0    | 4  | 0    | 29   | 1    |      |
| 합계             | 79        | 2    | 0    | 0    | 13 | 0    | 92   | 2    |      |
| 바르셀로나       |           |      |      |      |    |      |      |      |      |
| 2009–10          | 25        | 0    | 4    | 0    | 7  | 0    | 36   | 0    |      |
| 2010–11          | 25        | 0    | 9    | 1    | 7  | 0    | 41   | 1    |      |
| 2011–12          | 7         | 0    | 2    | 1    | 3  | 0    | 12   | 1    |      |
| 합계             | 57        | 0    | 15   | 2    | 17 | 0    | 89   | 2    |      |
| 파리 생제르맹    | 2011–12   | 14   | 1    | 1    | 0  | 0    | 0    | 15   | 1    |
| 파리 생제르맹    | 2012–13   | 33   | 2    | 5    | 0  | 10   | 1    | 48   | 3    |
| 파리 생제르맹    | 2013–14   | 24   | 3    | 4    | 0  | 8    | 0    | 36   | 3    |
| 파리 생제르맹    | 2014–15   | 26   | 3    | 2    | 1  | 8    | 0    | 36   | 4    |
| 파리 생제르맹    | 2015–16   | 28   | 3    | 1    | 0  | 5    | 0    | 34   | 3    |
| 파리 생제르맹    | 2016–17   | 20   | 0    | 2    | 0  | 4    | 0    | 26   | 0    |
| 파리 생제르맹    | 합계      | 145  | 12   | 15   | 1  | 35   | 1    | 195  | 14   |
| 경력 합계        | 경력 합계 | 395  | 23   | 39   | 3  | 84   | 1    | 518  | 27   |

## 수상
크루제이루
- 코파 두 브라질: 2000

아약스
- 에레디비시 (2): 2001–02, 2003–04
- KNVB컵 (2): 2001–02, 2005–06
- 요한 크라위프 샬 (2): 2002, 2005

인테르나치오날레
- 세리에 A (3): 2006–07, 2007–08, 2008–09
- 수페르코파 이탈리아나 (2): 2005-06, 2007-08

바르셀로나
- 프리메라리가 (2): 2009–10, 2010–11
- 수페르코파 데 에스파냐 (3): 2009, 2010, 2011
- UEFA 챔피언스리그 (1): 2010–11
- UEFA 슈퍼컵 (2): 2009, 2011
- FIFA 클럽 월드컵 (2): 2009, 2011

파리 생제르맹
- 리그 1 (1): 2012–13
- 트로페 데 샹피옹 (1): 2013

### 개인
- 네덜란드 올해의 축구 선수 (1): 2004
- 리그 1 올 시즌의 선수(1): 2012–13